# Eleccions generals de les Illes Fèroe de 2019
Les eleccions generals de les illes Fèroe de 2019 es van celebrar el 31 d'agost de 2019 per elegir els 33 membres del Løgting per un nou mandat de quatre anys.

## Context
A les eleccions generals de 2015, el Partit Socialdemòcrata va guanyar clarament les eleccions amb un 25% dels sufragis, mentre que el partit independentista República va remuntar a segona posició. La coalició de govern sortint va ser derrotada. Aksel V. Johannesen, el líder dels socialdemòcrates, va aconseguir formar un govern paritari amb el Partit Republicà i Progrés amb una majoria de 17 escons.

## Partits polítics
| Partit | Partit                                                                               | Ideologia      | Ideologia                                | Cap de fila                                  | Resultats del 2015          |
| ------ | ------------------------------------------------------------------------------------ | -------------- | ---------------------------------------- | -------------------------------------------- | --------------------------- |
|        | Partit de la Igualtat (C) Javnaðarflokkurin                                          | Centreesquerra | Unionisme, socialdemocràcia              | Aksel V. Johannesen (Primer ministre)        | 8 diputats 25,1 % dels vots |
|        | Partit Republicà (E) Tjóðveldi                                                       | Centreesquerra | Independentisme, socialdemocràcia        | Høgni Hoydal (Ministre de Pesca)             | 7 diputats 20,8 % dels vots |
|        | Partit del Poble (A) Fólkaflokkurin                                                  | Centredreta    | Independentisme, conservadorisme liberal | Jørgen Niclasen (Diputat)                    | 6 diputats 18,9 % dels vots |
|        | Partit Unionista (B) Sambandsflokkurin                                               | Centredreta    | Unionisme, liberalisme                   | Bárður á Steig Nielsen                       | 6 diputats 18,8 % dels vots |
|        | Progrés (F) Framsókn                                                                 | Centre         | Independentisme, socioliberalisme        | Poul Michelsen (Ministre d'Afers Estrangers) | 2 diputats 7,0 % dels vots  |
|        | Partit de Centre (H) Miðflokkurin                                                    | Centredreta    | Regionalisme, democràcia cristiana       | Jenis av Rana (Diputat)                      | 2 diputats 5,7 % dels vots  |
|        | Nou autogovern (D) Sjálvstýri                                                        | Centre         | Independentisme, socioliberalisme        | Jógvan Skorheim (Diputat)                    | 2 diputats 4,0 % dels vots  |
|        | Campanya pel dret de triar el cànnabis (K) Framtakið fyri rættinum at velja kannabis |                | Legalització del cànnabis medicinal      | Arnfinn á Birtuni                            | Nou                         |
|        | Partit feroès (L) Føroyaflokkurin                                                    |                | Regionalisme, liberalisme                | Hjalmar Zachariassen                         | Nou                         |

## Resultats[4]
| Partit              | Partit                                                                               | Vots   | %    | +/- | Escons | +/- |
| ------------------- | ------------------------------------------------------------------------------------ | ------ | ---- | --- | ------ | --- |
|                     | Partit del Poble (A) Fólkaflokkurin                                                  | 8.290  | 24,5 | 5,6 | 8      | 2   |
|                     | Partit de la Igualtat (C) Javnaðarflokkurin                                          | 7.480  | 22,1 | 2,9 | 7      | 1   |
|                     | Partit Unionista (B) Sambandsflokkurin                                               | 6.874  | 20,3 | 1,6 | 7      | 1   |
|                     | Partit Republicà (E) Tjóðveldi                                                       | 6.127  | 18,1 | 2,6 | 6      | 1   |
|                     | Partit de Centre (H) Miðflokkurin                                                    | 1.815  | 5,4  | 0,1 | 2      | = 0 |
|                     | Progrés (F) Framsókn                                                                 | 1.559  | 4,6  | 2,3 | 2      | = 0 |
|                     | Nou autogovern (D) Sjálvstýri                                                        | 1.157  | 3,4  | 0,6 | 1      | 1   |
|                     | Campanya pel dret de triar el cànnabis (K) Framtakið fyri rættinum at velja kannabis | 310    | 0,9  | Nou | 0      | Nou |
|                     | Partit feroès (L) Føroyaflokkurin                                                    | 167    | 0,5  | Nou | 0      | Nou |
|                     |                                                                                      |        |      |     |        |     |
| Vots vàlids         | Vots vàlids                                                                          | 33.779 | 99,6 |     |        |     |
| Vots blancs i nuls  | Vots blancs i nuls                                                                   | 150    | 0,4  |     |        |     |
| Total               | Total                                                                                | 33.929 | 100  | 0   | 33     | 0   |
| Abstenció           | Abstenció                                                                            | 3.898  | 10,3 |     |        |     |
| Cens / Participació | Cens / Participació                                                                  | 37.827 | 89,7 |     |        |     |